# Stanisław Gawlikowski

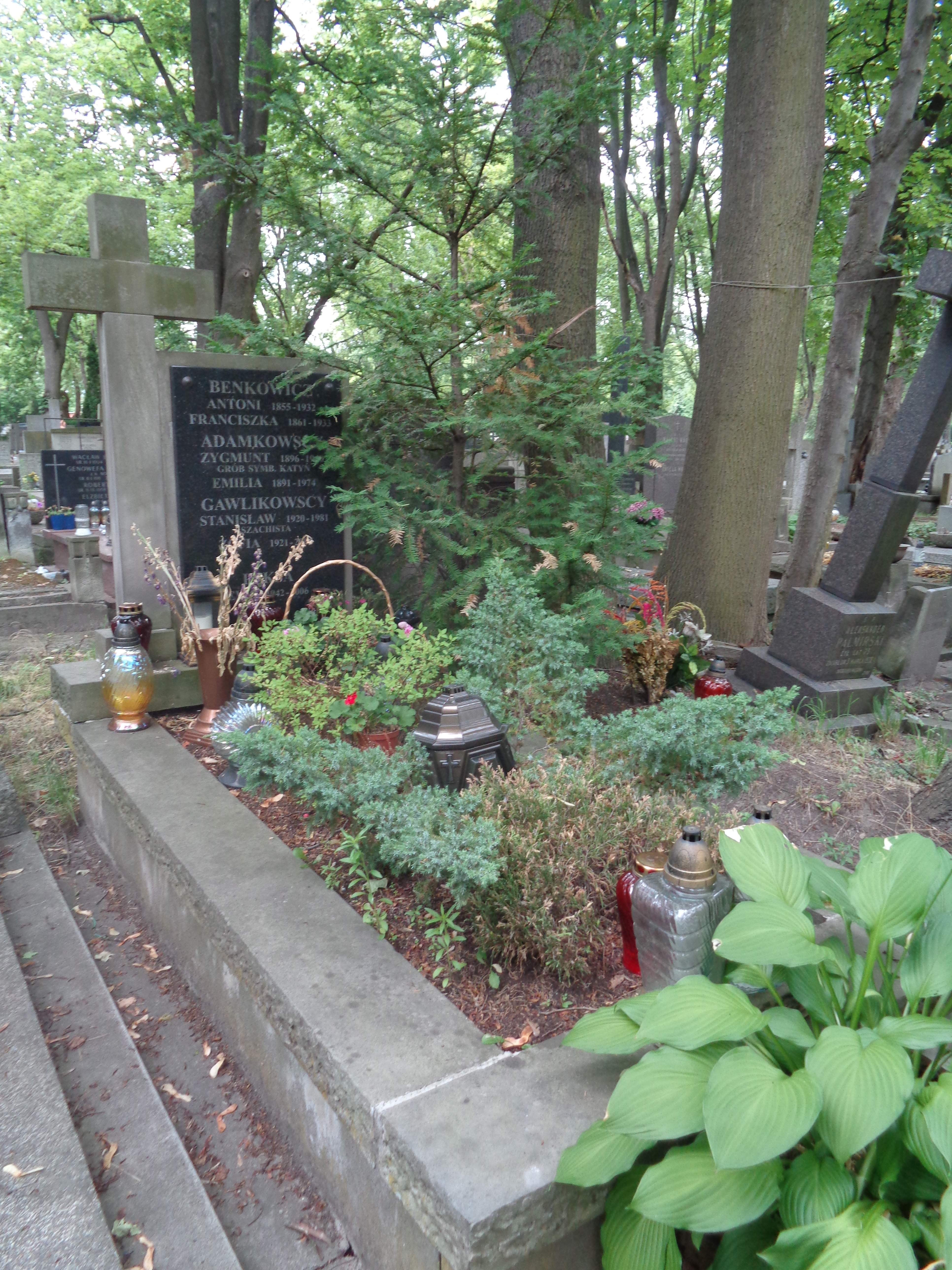
Grób Stanisława Gawlikowskiego na cmentarzu Powązkowskim

Stanisław Gawlikowski (ur. 16 stycznia 1920 w Warszawie, zm. 9 listopada 1981 tamże) – polski szachista, publicysta i dziennikarz szachowy.

## Życiorys
Uczeń I Państwowego Gimnazjum i Liceum im. Stefana Batorego w Warszawie. Okres okupacji wojennej przeżył w Warszawie, uczestnicząc w obronie stolicy w roku 1939 oraz w powstaniu warszawskim. Po zakończeniu wojny należał do grupy działaczy szachowych, którzy w roku 1946 reaktywowali Polski Związek Szachowy. Przez kolejne lata pełnił wiele funkcji we władzach związku. W uznaniu zasług, w roku 1982 otrzymał tytuł Honorowego Członka PZSzach.
W latach 1946–1964 dwunastokrotnie uczestniczył w finałach mistrzostwach Polski. Największy sukces w karierze odniósł w roku 1948, zdobywając w Krakowie tytuł wicemistrza kraju. Był również ośmiokrotnym drużynowym mistrzem Polski w barwach warszawskich drużyn Polonii i Legionu. Trzykrotnie zwyciężał w mistrzostwach Warszawy. Kilkakrotnie wystąpił w turniejach międzynarodowych (m.in. w Karlovych Varach w roku 1948, Szczawnie-Zdroju w roku 1950 i Międzyzdrojach w roku 1952); z powodzeniem reprezentował również Polskę w meczach drużynowych.
W roku 1947 był jednym z założycieli miesięcznika „Szachy”, który przez ponad 40 lat był jedynym szachowym periodykiem w Polsce. Jednocześnie prowadził szachowe audycje w Polskim Radiu oraz popularyzował królewską grę w wielu pismach, m.in. w „Panoramie”, „Sportowcu”, „Życiu Warszawy”, „Świecie Młodych” i „Rzeczpospolitej”.
Duże uznanie zdobył również jako pisarz, historyk i teoretyk szachów. W swoich książkach imponował nie tylko wiedzą historyczną i praktyczną, ale również umiejętnością przedstawiania barwnych opisów. Do kanonu polskiej literatury szachowej weszły Olimpiady szachowe i Walka o tron szachowy, jak również wybitne prace teoretyczne Teoria debiutów oraz dwutomowa Końcowa gra szachowa. Pochowany na cmentarzu Powązkowskim w Warszawie (kwatera 151-3-19).
Co roku w grudniu odbywa się w Warszawie turniej szachów szybkich pamięci Stanisława Gawlikowskiego, w którym uczestniczą czołowi szachiści świata.

## Wybrane publikacje
- Teoria debiutów (Kraków, 1947)
- Końcowa gra szachowa (Warszawa, 1957 i 1957)
- Olimpiady szachowe (Warszawa, 1972 i 1978)
- Pojedynki szachowych gigantów (Warszawa, 1973)
- Szachy – w popularnej serii wydawniczej Wszystko o (Warszawa, 1976)
- Walka o tron szachowy (Warszawa, 1976)